# Fissidens braunii
Fissidens braunii là một loài Rêu trong họ Fissidentaceae. Loài này được (Müll. Hal.) Dozy & Molk. mô tả khoa học đầu tiên năm 1854.